# Goran Sankovič
Goran Sankovič (Celje, 18 giugno 1979 – Celje, 4 giugno 2022) è stato un calciatore sloveno, di ruolo difensore.

## Palmarès

### Club

#### Competizioni nazionali
- Coppa della Repubblica Ceca: 1

Slavia Praga: 2001-2002